# Lynn Schenk

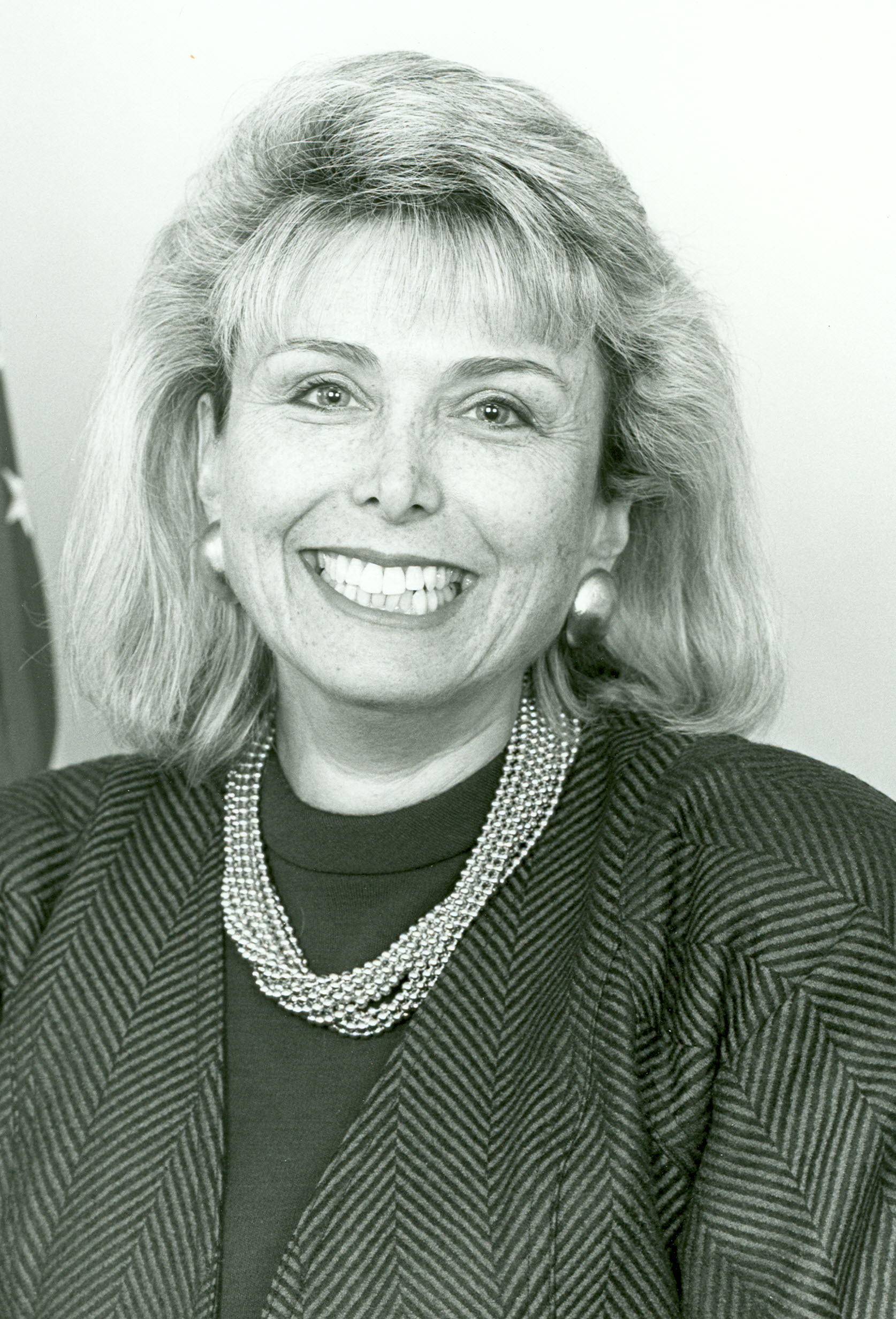
Lynn Schenk

Lynn Schenk (* 5. Januar 1945 in New York City) ist eine US-amerikanische Politikerin der Demokratischen Partei. Zwischen 1993 und 1995 vertrat sie den Bundesstaat Kalifornien im US-Repräsentantenhaus.

## Werdegang
Lynn Schenk besuchte die öffentliche Schulen in New York und Los Angeles. 1962 absolvierte sie die Hamilton High School in Los Angeles. Daran schloss sich bis 1967 ein Studium an der dortigen University of California an. Nach einem anschließenden Jurastudium an der University of San Diego und ihrer Zulassung als Rechtsanwältin begann sie als Juristin zu arbeiten. In den Jahren 1970 und 1971 setzte sie ihre Ausbildung in England an der London School of Economics fort, wo sie internationales Recht studierte. Zurück in Kalifornien arbeitete sie für einige Zeit als Abteilungsleiterin im Büro des Attorney General. Von 1972 bis 1976 war sie Anwältin der San Diego Gas and Electric Co. Danach gehörte sie dem Beraterstab der Vizepräsidenten Nelson Rockefeller und Walter Mondale an. Von 1977 bis 1980 war sie stellvertretende und von 1980 bis 1983 hauptamtliche Ministerin für Handel, Transport und Wohnungsbau der Staatsregierung von Kalifornien. Danach war sie zwischen 1983 und 1993 als private Rechtsanwältin tätig. Im Jahr 1988 gehörte sie als stellvertretende Vorsitzende dem kalifornischen Wahlkampfteam des Präsidentschaftskandidaten Michael Dukakis an.
Bei den Kongresswahlen des Jahres 1992 wurde Schenk im damals neu eingerichteten 49. Wahlbezirk von Kalifornien in das US-Repräsentantenhaus in Washington, D.C. gewählt, wo sie am 3. Januar 1993 ihr neues Mandat antrat. Da sie im Jahr 1994 dem Republikaner Brian Bilbray unterlag, konnte sie bis zum 3. Januar 1995 nur eine Legislaturperiode im Kongress absolvieren. Nach dem Ende ihrer Zeit im US-Repräsentantenhaus arbeitete Lynn Schenk bis 2003 in verschiedenen Funktionen für die Staatsregierung von Kalifornien unter Gouverneur Gray Davis. Heute praktiziert sie als Anwältin für Firmenrecht. Sie ist Vorstandsmitglied bei verschiedenen Organisationen und nimmt nach wie vor aktiv am politischen Leben teil. Sie ist mit dem Juraprofessor C. Hugh Friedman verheiratet.